# Abacetus cyclomus
Abacetus cyclomus es una especie de escarabajo terrestre de la subfamilia Pterostichinae.  Fue descrito por Tschitscherine en 1903. 